# Casalnoceto
Casalnoceto é uma comuna italiana da região do Piemonte, província de Alexandria, com cerca de 874 habitantes. Estende-se por uma área de 12,97 km², tendo uma densidade populacional de 73 hab/km². Faz fronteira com Castellar Guidobono, Godiasco (PV), Pontecurone, Rivanazzano (PV), Viguzzolo, Volpedo, Volpeglino.

## Demografia
| Variação demográfica do município entre 1861 e 2011                               |
|                                                                                   |
| Fonte: Istituto Nazionale di Statistica (ISTAT) - Elaboração gráfica da Wikipedia |